# لوحات تسجيل المركبات في السعودية

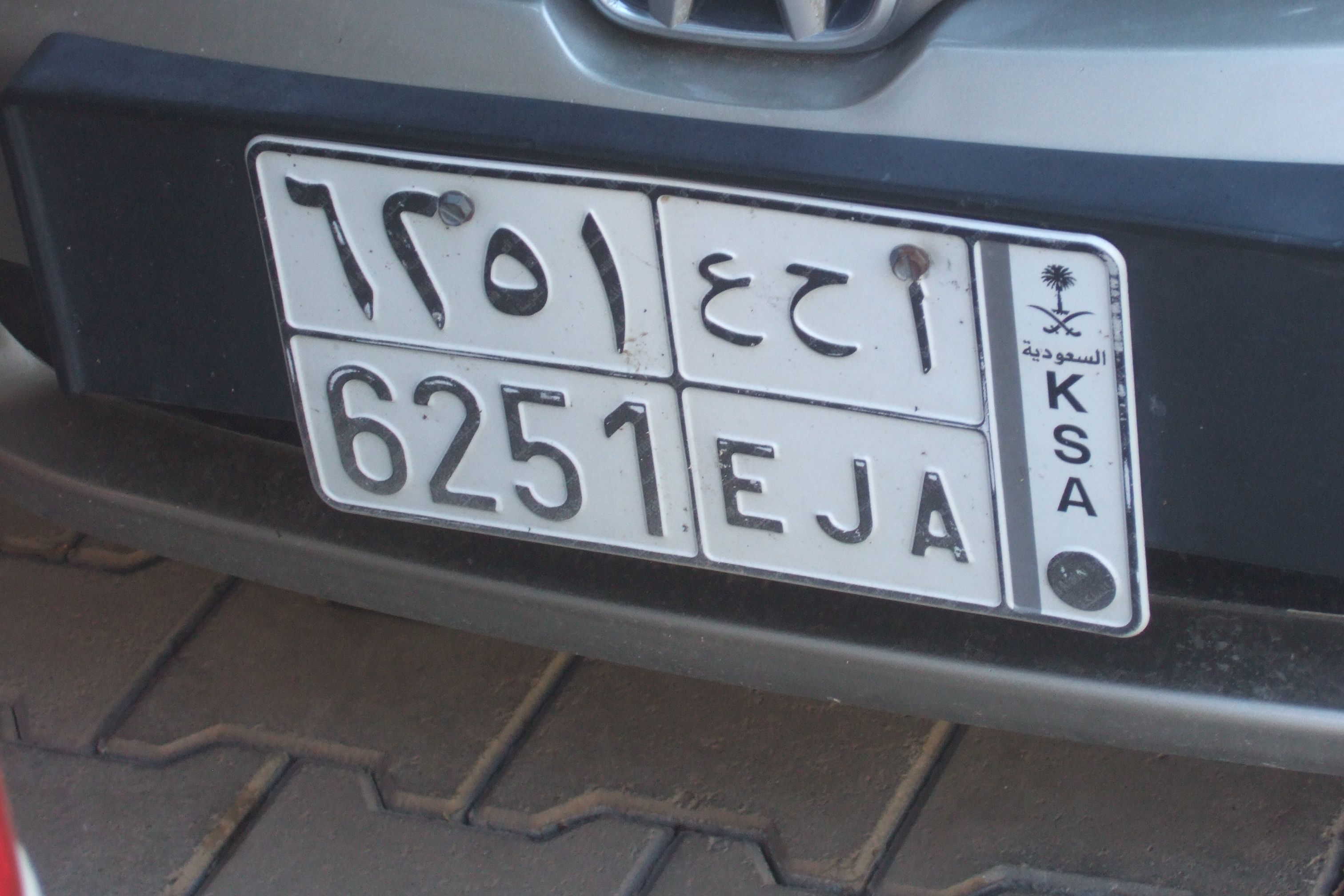
لوحة تسجيل المركبات في السعودية

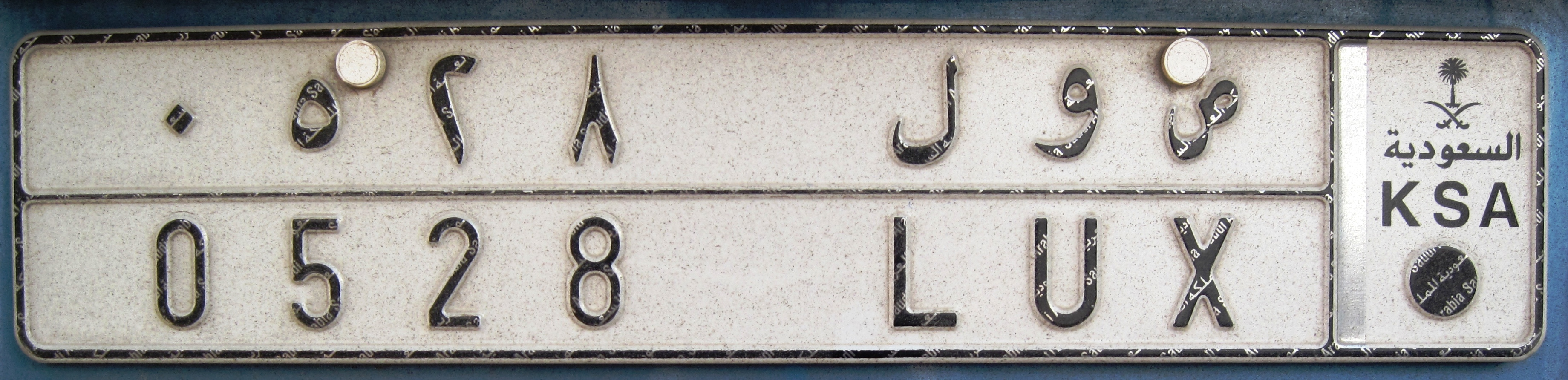
لوحة تسجيل المركبات في السعودية

تُصنّع لوحات تسجيل السيارات في السعودية الشركةُ الألمانية «أوتش أ غ» (بالألمانية: Utsch AG). تتكون اللوحات من حرف إلى ثلاثة حروف ورقم إلى أربعة أرقام عربية، وتحول الحروف العربية إلى الأبجدية اللاتينية والأرقام إلى الأرقام العربية الغربية، وفي أقصى اليمين تحتوي اللوحة على شعار السعودية وأسفل الشعار تكتب كلمة السعودية وKSA.
تتكون اللوحات ما يصل إلى ثلاثة أحرف وما يصل إلى أربعة أرقام باللغة العربية. تُترجم الأحرف بالأبجدية اللاتينية والأرقام إلى الأرقام العربية الغربية أيضًا. تحوي اللوحة على الجانب الأيمن (أو في الوسط منذ 2014) شعار المملكة العربية السعودية والرمز الدولي حروف المملكة العربية السعودية مكتوبة عموديًا (وأفقيًا منذ 2014). الملصق السفلي هو الختم الرسمي. تحوي اللوحات القياسية أربعة أرقام، وإذا لزم الأمر تكون مبطنة بالأصفار. قد تحتوي اللوحات المخصصة أو التسجيلات السابقة على رقم واحد أو رقمين أو ثلاثة أرقام مع أو بدون حشوة صفرية. تُترجم الحروف إلى الأبجدية اللاتينية من اليسار إلى اليمين، على الرغم من قراءة الحروف العربية من اليمين إلى اليسار. علاوة على ذلك، فإن الترجمة ليست صحيحة دائمًا. لا يوجد سوى 17 حرفًا عربيًا مستخدمًا على لوحات التسجيل.

## الحروف المستخدمة
جدول يوضح تحويل الحروف من الأبجدية العربية إلى الأبجدية اللاتينية.
| الحرف بالعربية |  | الحرف باللاتينية |
| -------------- |  | ---------------- |
| ا              |  | A                |
| ب              |  | B                |
| ح              |  | J                |
| د              |  | D                |
| ر              |  | R                |
| س              |  | S                |
| ص              |  | X                |
| ط              |  | T                |
| ع              |  | E                |
| ق              |  | G                |
| ك              |  | K                |
| ل              |  | L                |
| م              |  | Z                |
| ن              |  | N                |
| هـ             |  | H                |
| و              |  | U                |
| ى              |  | V                |

## ملخص
الحروف العربية التالية مستخدمة على لوحات التسجيل السعودية.
تحتوي جميع اللوحات على خلفية بيضاء، ولكن قد يكون للعديد من أنواع المركبات خلفية مختلفة على الشريط الذي يحتوي على شعار النبالة واختصار اسم الدولة والختم الرسمي. الشريط على الجانب الأيمن للوحة ترخيص 335 × 155 مم (مقاس أمريكي). وفي المنتصف لوحة ترخيص مقاس 550 × 110 مم (مقاس الاتحاد الأوروبي). يحتوي كل نوع من لوحات الترخيص أيضاً على رمز، مثل دائرة أو مثلث، في الجزء السفلي من الشريط. حجم الولايات المتحدة هو المعيار في البلد. ومع ذلك، فإن حجم الاتحاد الأوروبي متاح إذا لزم الأمر.
الشريط الموجود على لوحات السيارات الخاصة ملون باللون الأبيض. الرمز الموجود أسفل الشريط عبارة عن دائرة.

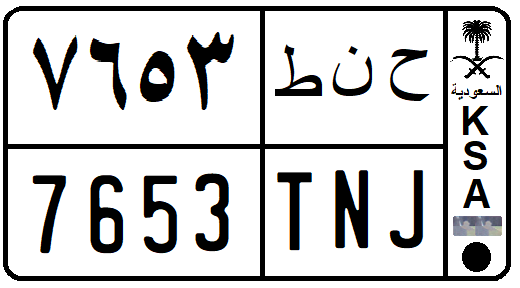
لوحة ترخيص السيارة الخاصة 335x155 ملم

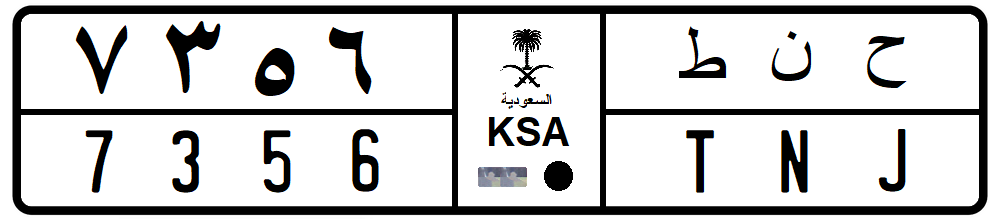
لوحة ترخيص السيارة الخاصة 550x110mm

تستخدم الشرطة السعودية لوحات تسجيل قياسية.

## النقل العام
لون الشريط الموجود على لوحات النقل العام وسيارات الأجرة أصفر. الرمز الموجود في الجزء السفلي من الشريط هو مثلث يشير لأعلى.

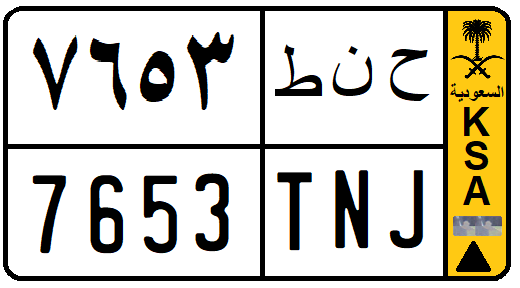
لوحة ترخيص النقل العام 335x155 ملم

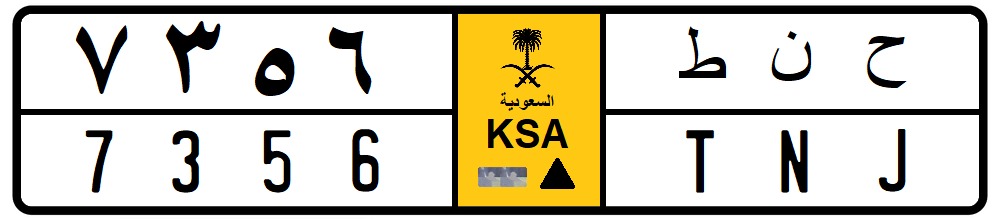
لوحة ترخيص النقل العام 550x110mm

## تجاري
الشريط الموجود على لوحات الشاحنات وسيارات الخدمات ملون بالأزرق. الرمز الموجود في الجزء السفلي من الشريط هو مثلث يشير لأسفل.

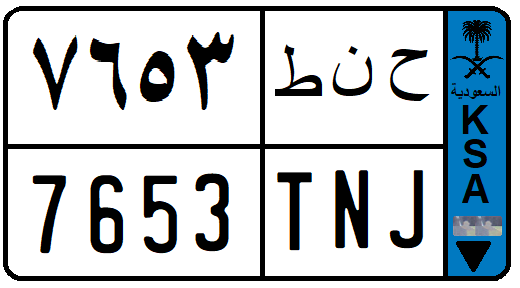
لوحة ترخيص المركبات التجارية 335x155 ملم

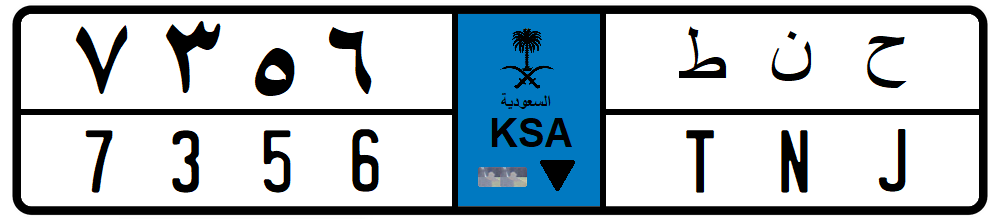
لوحة ترخيص المركبات التجارية 550x110mm

## مؤقت
الشريط الموجود على لوحات الشاحنات وسيارات الخدمات ملون باللون الفضي. الرمز الموجود في الجزء السفلي من الشريط هو مثلث يشير إلى اليسار.

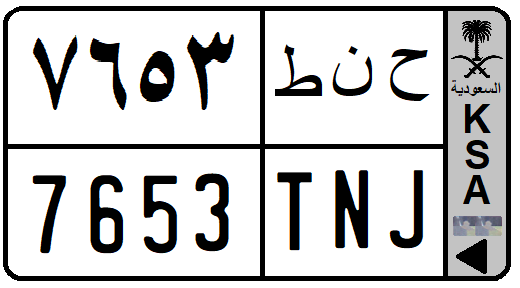
لوحة ترخيص مؤقتة 335 × 155 ملم

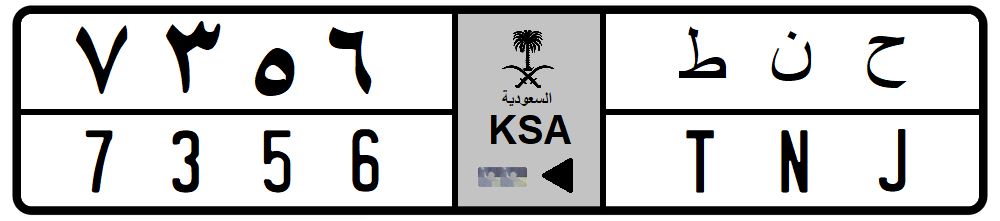
لوحة ترخيص مؤقتة 550 × 110 ملم

## دبلوماسي
الشريط الموجود على لوحات المركبات الدبلوماسية ملون بالأخضر. شعار النبالة السعودي مُحاط بمستطيل أبيض. لا يوجد رمز في الجزء السفلي من الشريط.

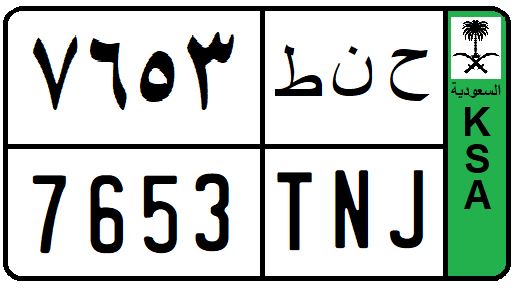
لوحة ترخيص دبلوماسية 335x155 ملم

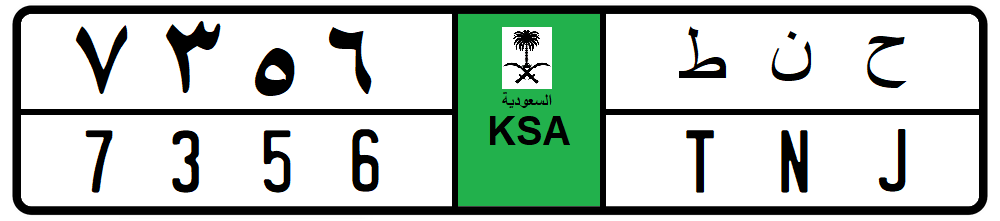
لوحة ترخيص دبلوماسية 550 × 110 ملم

## التركيبات المحظورة
بعض تركيبات الحروف محظورة، إما لترجمتها العربية أو اللاتينية. من بينها "S '' E '' X '" و"" A' 'S' 'S "" وغيرها. ومع ذلك، فإن اختصار المملكة العربية السعودية (KSA) مسموح به.

## لوحات تسجيل سابقة
قُدِّمَت اللوحات الحالية في عام 2006. كانت لوحات التسجيل السابقة قبل عام 1996 تستخدم فقط 3 أرقام و 3 أحرف بدون ترجمة. حتى لوحات الترخيص القديمة كانت تحتوي على مجموعة مكونة من 7 أرقام مخصصة لها، وتظهر باللغتين الإنجليزية والعربية. وفوقهم كتب «السعودية» بالعربية فقط. كانت الأرقام أحيانًا مبطنة بالأصفار. كانت لوحات الشاحنات أو وسائل النقل العام أو المركبات الدبلوماسية ذات خلفية زرقاء أو صفراء أو خضراء، على التوالي. ظلت الألوان ذاتها في النظام الحالي، باستثناء أنه في النظام القديم كانت اللوحة بأكملها بها مثل هذه الخلفية

## لوحات التسجيل السابقة
بدأ استخدام اللوحات الحالية بدايةً من عام 2006. أما اللوحات السابقة بدأ استخدامها في المملكة العربية السعودية منذ عام 1955 والتي احتوت على أرقام واسم المدينة التي صدرت فيها هذه اللوحة.

## خدمة الشعارات
شعارات المركبات هي ر إصدار لوحة المركبة بشعار مميز من بين 5 شعارات، جرى اعتمادها؛ هي: «رؤية المملكة 2030» و«السيفان والنخلة - ملون وأسود» و«مدائن صالح» و«الدرعية»، بمقابل رسوم خدمة تقدر بـ800 ريال، ويمكن الاستفادة من الخدمة وإصدار اللوحات، الدخول عبر المنصة الإلكترونية لوزارة الداخلية «أبشر»، واختيار من «تبويب» خدماتي «المرور»، ثم «تواصل» و«طلب اللوحة بشعار»، وذلك بعد دفع رسوم الخدمة لمرة واحدة.

## وصلات خارجية
- لوحات التسجيل السعودية على موقع olavsplates.com
- لوحات التسجيل السعودية في matriculasdelmundo.com
- الكود المصدري للتعرف على لوحة الترخيص العربية

- لوحات تسجيل المركبات في السعودية، موقع worldlicenseplates.com (مؤرشف).